# Josep M. Colomer
Josep Maria Colomer es un politólogo y economista, autor de numerosas publicaciones con estudios teóricos y comparativos.

## Trayectoria
Actualmente está afiliado al Instituto de Ciencias Políticas y Sociales de la Universidad Autónoma de Barcelona. Fue Fulbright Scholar en la Universidad de Chicago, Profesor de Investigación en el Consejo Superior de investigaciones Científicas, y ha sido docente en numerosas instituciones, incluidas la Universidad Autónoma de Barcelona, la Universidad Pompeu Fabra, el Institut d'Etudes Politiques SciencesPo en París, la FLACSO y el CIDE en México, y New York University. Ha dado más de 100 conferencias invitadas en 24 países. 
Las investigaciones de Josep Colomer se centran en las estrategias para el diseño, el establecimiento y el cambio de las instituciones políticas. Sus objetos de estudio incluyen los procesos de democratización, los orígenes de los regímenes parlamentarios y de separación de poderes, la invención de los sistemas electorales y las reglas de votación, el desarrollo de naciones y grandes imperios como los Estados Unidos y la Unión Europea, y la influencia creciente de las instituciones globales.  
Es autor de 18 libros y editor de 8 libros, publicados en 44 ediciones en cinco idiomas, y autor de unos 200 artículos académicos y capítulos de libro, incluido en The American Political Science Review, Constitutional Political Economy, Electoral Studies, European Journal of Political Science, European Political Science, Journal of Theoretical Politics, Nationalities Papers, Political Studies, PS: Political Science & Politics, Public Choice, Rationality and Society, Research & Politics, Social Choice and Welfare, así como en las principales enciclopedias en la disciplina. En el Oxford Handbook of Political Science, Colomer es reconocido como uno de los "líderes de sub-disciplina" (el 1 por ciento de los autores más citados ) en el campo de las Instituciones Políticas. Es miembro de los comités editoriales de numerosas revistas, Editor Asociado de Research and Politics, y Senior Editor de la Oxford Research Encyclopedia of Politics.

## Algunas obras
- — (2007). Ciencia de la politica. Ariel.[1]
- — (1998). La transición a la democracia. El modelo español. Anagrama.[2][n. 1]
- — (2000). Transiciones estratégicas. Centro de Estudios Políticos y Constitucionales.[n. 2]
- — (2001). Instituciones políticas. Ariel.[3][n. 3]
- — (2004). Cómo votamos. Barcelona: Gedisa.[4][n. 4]
- — (2007). Grandes imperios, pequeñas naciones. Anagrama.[5]
- — (2015). El gobierno mundial de los expertos. Anagrama.[6][n. 5]
- — (2018). España: la historia de una frustración. Anagrama.[7][8]
- --- (2021) Democracia y Globalización. Anagrama. 9
- --- (2023) La polarización política en Estados Unidos. Debate.
- Editor:
- Colomer, Josep, ed. (2004). Handbook of Electoral System Choice. Palgrave-Macmillan.
- Colomer, Josep, ed. (2008). Comparative European Politics (3ª edición). Routledge.
- Colomer, Josep, ed. (2011). Personal Representation: The Neglected Dimension of Electoral Systems. Colchester: ECPR Press.[9]

## Sociedades

### Pertenece
- Socio fundador de la Asociación Española de Ciencia Política (AECPA).
- Socio vitalicio de la Asociación Americana de Ciencia Política (APSA).
- Socio vitalicio de la Asociación Mexicana de Ciencias Políticas.
- Miembro por elección de la Academia Europaea.

## Premios y reconocimientos
- Sus publicaciones han recibido el Premio Leon Weaver de APSA al mejor paper.
- Premio Prat de la Riba del Instituto de Estudios Catalanes (IEC) al mejor libro en filosofía y ciencias sociales en un periodo de cinco años por Grans imperis, petites nacions, que obtuvo también el Premio de Ensayo Ramón Trias Fargas.
- Fue finalista del primer Europe Book Prize concedido en el Parlamento Europeo.
- Premio bianual al mejor libro de la AECPA por Instituciones Políticas
- Premio Anagrama de Ensayo por El arte de la manipulación política.